# Hoyt L. Sherman
Pour les articles homonymes, voir Sherman.
Hoyt L. Sherman (Lafayette, Alabama, 1903 - Columbus, Ohio, 1981) est un professeur et artiste américain.
Il passe pour avoir eu une sérieuse influence sur le travail de Roy Lichtenstein, l'un de ses élèves durant les années 1940.

## Biographie
En tant que professeur en Arts Plastiques à l'Ohio State University, il a employé la « salle de flash », une pièce sombre où les images seraient brièvement flashées sur l'écran. Les élèves devaient ensuite dessiner ce qu'ils avaient vu. Cette méthode de saisir une image en le copiant allait plus tard être cité par Lichtenstein comme ayant eu une influence sur son travail. Hoyt Sherman était aussi connu pour son travail avec des optiques dans le domaine des arts visuels, de développer une théorie similaire au « Push and Pull » de Hans Hofmann.
Hoyt Sherman avait d'autres élèves notables, dont El Sauselen et Larry Shineman, qui ont tous deux également continué à enseigner à l'Université d'État de l'Ohio dans les beaux-arts, et Deborah Beetham-Ford, qui a enseigné l'art à l'école secondaire, à l'Ohio State, et à Otterbein College, où elle a été directrice par intérim du département d'art.
Ses recherches et ses méthodes ont également été utilisées lors de la Seconde Guerre mondiale par la marine des États-Unis.
Sa veuve, Rachel Sherman, artiste peintre et pianiste, est décédé le 20 juillet 2008.

## Distinctions
- En 1963, il a reçu le Prix des anciens pour l'enseignement distingué de l'Ohio State University.
- Un bâtiment en son nom, Le Hoyt L. Sherman Studio Art Center, a été doté par Roy Lichtenstein dans les années 1990.